# Siwar Bousetta
Siwar Bousetta, née le 23 juillet 1999, est une lutteuse tunisienne.

## Carrière
Siwar Bousetta remporte la médaille d'or dans la catégorie des moins de 46 kg aux championnats d'Afrique cadets 2016.
Elle est médaillée d'argent dans la catégorie des moins de 48 kg aux championnats d'Afrique juniors 2016, dans la catégorie des moins de 53 kg aux championnats d'Afrique juniors 2018 et aux championnats d'Afrique juniors 2019.
Elle est médaillée de bronze dans la catégorie des moins de 57 kg aux Jeux africains de 2019 et aux championnats d'Afrique 2020.
Elle est médaillée d'argent dans la catégorie des moins de 59 kg aux championnats d'Afrique 2022 à El Jadida et dans la catégorie des moins de 57 kg aux Jeux méditerranéens de 2022 à Oran.
Elle est médaillée d'or dans la catégorie des moins de 59 kg aux championnats d'Afrique 2023 à Hammamet, ainsi qu'aux Jeux de la Francophonie de 2023 à Kinshasa.